# Manchester United F.C. mùa giải 2001–02
Mùa giải 2001–02 là mùa giải thứ mười của Manchester United tại Premier League, mùa giải thứ 100 của họ ở hệ thống bóng đá Anh và là mùa giải thứ 27 liên tiếp của họ ở giải hạng cao nhất bóng đá Anh. Mùa giải thứ hai của thiên niên kỷ mới là một nỗi thất vọng lớn đối với Quỷ đỏ so với ba năm trước đó. Câu lạc bộ kết thúc ở vị trí thứ ba tại Premier League, thành tích thấp nhất trong lịch sử Premier League vào thời điểm đó, và họ bị loại khỏi FA Cup ở vòng thứ tư. Tại League Cup, đội hình hai của MU bị loại bởi Arsenal ở vòng thứ ba, một ngày sau khi cả hai đội thi đấu tại EPL. Thành công lớn nhất của United trong mùa giải 2001–02 là ở UEFA Champions League, nơi họ lọt vào bán kết trước khi bị Bayer Leverkusen loại vì luật bàn thắng sân khách. Cuối cùng, việc United không giành được bất cứ danh hiệu nào đã tạo nên phong độ tồi tệ trong tháng 11 và đầu tháng 12 khi họ phải chịu 5 trận thua trong 7 trận ở giải VĐQG, trong đó có 3 trận thua liên tiếp trước Arsenal, Chelsea và West Ham United vào tháng 12. Họ cũng thua sáu trận sân nhà ở Premier League, thành tích sân nhà tệ nhất kể từ mùa giải 1977–78. Họ chỉ thua thêm ba trận nữa trong cả mùa giải, nhưng phong độ khủng khiếp đó trước đó trong mùa giải đã khiến United phải đối mặt với phần còn lại của mùa giải và họ kém nhà vô địch Arsenal 10 điểm (đội đã giành chức vô địch bằng cách đánh bại United 1–0 tại Old Trafford ở trận áp chót của mùa giải) và kém đội á quân Liverpool 3 điểm.
Trước khi mùa giải bắt đầu, HLV Sir Alex Ferguson đã tuyên bố ý định từ giã sự nghiệp bóng đá vào cuối mùa giải, và câu lạc bộ đã bắt đầu quá trình cố gắng tìm kiếm người kế nhiệm vị huấn luyện viên thành công nhất trong lịch sử của họ. Tuy nhiên, Ferguson đã rút lại quyết định giải nghệ, lấy lý do là vợ và ba con trai của ông.
Huấn luyện viên trợ lý Steve McClaren rời câu lạc bộ trước khi mùa giải bắt đầu để trở thành huấn luyện viên của Middlesbrough. Huấn luyện viên đội trẻ và cựu cầu thủ Mike Phelan được thăng chức làm huấn luyện viên đội một và đảm nhận một số trách nhiệm huấn luyện viên trợ lý, nhưng McClaren không được thay thế cho đến mùa hè năm 2002, khi Carlos Queiroz được bổ nhiệm làm huấn luyện viên trợ lý mới.
Cầu thủ chạy cánh Ryan Giggs đã được vinh danh trong trận đấu với Celtic, người đã gắn bó với United hơn một thập kỷ.
Tiền đạo trị giá 19 triệu bảng Ruud van Nistelrooy đã làm được những gì người ta mong đợi khi ghi 36 bàn trên mọi đấu trường và nhận giải Cầu thủ xuất sắc nhất năm của PFA, nhưng bản hợp đồng kỷ lục quốc gia trị giá 28,1 triệu bảng Juan Sebastián Verón là một nỗi thất vọng lớn ở hàng tiền vệ, mặc dù vậy. ở hàng phòng ngự nơi United đang ở thời điểm yếu nhất sau sự ra đi gây sốc của Jaap Stam tới Lazio ngay sau khi mùa giải bắt đầu và việc bất ngờ mua lại cầu thủ 35 tuổi người Pháp Laurent Blanc làm người thay thế.
2001–02 là mùa giải cuối cùng tại Old Trafford của các cầu thủ kỳ cựu Denis Irwin và Ronny Johnsen sau lần lượt 12 và sáu năm ở câu lạc bộ. Trên đường rời câu lạc bộ còn có thủ môn Raimond van der Gouw và tiền đạo Dwight Yorke. Tiền đạo Andy Cole rời United sau 7 năm khi anh ký hợp đồng chuyển nhượng tới Blackburn Rovers vào cuối tháng 12.

## Giao hữu
| Ngày       | Đối thủ            | Sân nhà/khách | Tỉ số | Cầu thủ ghi bàn                                                                                       | Só lượng khán giả |
| ---------- | ------------------ | ------------- | ----- | --- | ----------------- |
| 22/7/2001  | Malaysia All-Stars | N             | 6–0   | Van Nistelrooy (2) 7', 36', Beckham 29', Cole (2) 46', 78', Chadwick 71'                              | 68,000            |
| 24/7/2001  | Team Singapore     | A             | 8–1   | Solskjær (2) 30', 45', P. Neville 40', Beckham 52', Yorke (2) 65', 71', Van Nistelrooy 73', Giggs 90' | 44,000            |
| 29/7/2001  | Thailand           | A             | 2–1   | Giggs 29', Yorke 78'                                                                                  | 65,000            |
| 1/8/2001   | Celtic             | H             | 3–4   | Van Nistelrooy (2) 24', 84', Verón 64'                                                                | 66,957            |
| 4/8/2001   | Wrexham            | A             | 2–2   | Solskjær 31', Verón 58'                                                                               | 7,614             |
| 4/8/2001   | Hereford United    | A             | 6–0   | Butt 23', Fortune 45', 65', Yorke 69', Cole 78', 87'                                                  | 4,625             |
| 8/8/2001   | Bury               | A             | 3–0   | P. Neville 49', Yorke 62', Solskjær 69'                                                               | 9,929             |
| 12/11/2001 | Barnsley           | A             | 0–1   | |                   |

## Siêu cúp Anh
| Ngày           | Đối thủ   | Sân nhà/khách | Tỉ số | Cầu thủ ghi bàn    | Só lượng khán giả |
| -------------- | --------- | ------------- | ----- | ------------------ | ----------------- |
| 12 August 2001 | Liverpool | N             | 1–2   | Van Nistelrooy 51' | 70,227            |

## Ngoại Hạng Anh
| Ngày       | Đối thủ           | Sân nhà/khách | Tỉ số | Cầu thủ ghi bàn                                                          | Só lượng khán giả | Thứ hạng |
| ---------- | ----------------- | ------------- | ----- | ------------------------------------------------------------------------ | ----------------- | -------- |
| 19/8/2001  | Fulham            | H             | 3–2   | Beckham 36', Van Nistelrooy (2) 51', 53'                                 | 67,534            | 4        |
| 22/8/2001  | Blackburn Rovers  | A             | 2–2   | Giggs 20', Beckham 78'                                                   | 29,836            | 3        |
| 26/8/2001  | Aston Villa       | A             | 1–1   | Alpay 90' (o.g.)                                                         | 42,632            | 5        |
| 8/9/2001   | Everton           | H             | 4–1   | Verón 4', Cole 40', Fortune 46', Beckham 90'                             | 67,534            | 2        |
| 15/9/2001  | Newcastle United  | A             | 3–4   | Van Nistelrooy 29', Giggs 62', Verón 64'                                 | 52,056            | 4        |
| 22/9/2001  | Ipswich Town      | H             | 4–0   | Johnsen 13', Solskjær (2) 20', 90', Cole 89'                             | 67,551            | 3        |
| 29/9/2001  | Tottenham Hotspur | A             | 5–3   | Cole 46', Blanc 58', Van Nistelrooy 72', Verón 76', Beckham 87'          | 36,038            | 2        |
| 13/10/2001 | Sunderland        | A             | 3–1   | Varga 35' (o.g.), Giggs 59', Cole 66'                                    | 48,305            | 3        |
| 20/10/2001 | Bolton Wanderers  | H             | 1–2   | Verón 25'                                                                | 67,559            | 3        |
| 27/10/2001 | Leeds United      | H             | 1–1   | Solskjær 89'                                                             | 67,555            | 5        |
| 4/11/2001  | Liverpool         | A             | 1–3   | Beckham 50'                                                              | 44,361            | 6        |
| 17/11/2001 | Leicester City    | H             | 2–0   | Van Nistelrooy 21', Yorke 50'                                            | 67,651            | 4        |
| 25/11/2001 | Arsenal           | A             | 1–3   | Scholes 14'                                                              | 38,174            | 6        |
| 1/12/2001  | Chelsea           | H             | 0–3   |                                                                          | 67,544            | 7        |
| 8/12/2001  | West Ham United   | H             | 0–1   |                                                                          | 67,582            | 9        |
| 12/12/2001 | Derby County      | H             | 5–0   | Solskjær (2) 6', 58', Keane 10', Van Nistelrooy 63', Scholes 89'         | 67,577            | 5        |
| 12/12/2001 | Middlesbrough     | A             | 1–0   | Van Nistelrooy 76'                                                       | 34,358            | 5        |
| 22/12/2001 | Southampton       | H             | 6–1   | Van Nistelrooy (3) 1', 34', 54', Solskjær 41', Keane 72', P. Neville 78' | 67,638            | 4        |
| 26/12/2001 | Everton           | A             | 2–0   | Giggs 78', Van Nistelrooy 85'                                            | 39,948            | 5        |
| 30/12/2001 | Fulham            | A             | 3–2   | Giggs (2) 5', 47', Van Nistelrooy 45'                                    | 21,159            | 5        |
| 2/1/2002   | Newcastle United  | H             | 3–1   | Van Nistelrooy 24', Scholes (2) 50', 62'                                 | 67,646            | 2        |
| 13/1/2002  | Southampton       | A             | 3–1   | Van Nistelrooy 9', Beckham 45', Solskjær 63'                             | 31,858            | 1        |
| 19/1/2002  | Blackburn Rovers  | H             | 2–1   | Van Nistelrooy 45' (pen.), Keane 81'                                     | 67,552            | 1        |
| 22/1/2002  | Liverpool         | H             | 0–1   |                                                                          | 67,599            | 1        |
| 29/1/2002  | Bolton Wanderers  | A             | 4–0   | Solskjær (3) 15', 39', 64', Van Nistelrooy 83'                           | 27,350            | 1        |
| 2/2/2002   | Sunderland        | H             | 4–1   | P. Neville 6', Beckham 25', Van Nistelrooy (2) 28', 44' (pen.)           | 67,587            | 1        |
| 10/2/2002  | Charlton Athletic | A             | 2–0   | Solskjær (2) 33', 74'                                                    | 26,475            | 1        |
| 23/2/2002  | Aston Villa       | H             | 1–0   | Van Nistelrooy 50'                                                       | 67,592            | 1        |
| 3/3/2002   | Derby County      | A             | 2–2   | Scholes 41', Verón 60'                                                   | 33,041            | 1        |
| 6/3/2002   | Tottenham Hotspur | H             | 4–0   | Beckham (2) 15', 64', Van Nistelrooy (2) 43' (pen.), 76'                 | 67,599            | 1        |
| 16/3/2002  | West Ham United   | A             | 5–3   | Beckham (2) 17', 89' (pen.), Butt 22', Scholes 55', Solskjær 64'         | 35,281            | 1        |
| 23/3/2002  | Middlesbrough     | H             | 0–1   |                                                                          | 67,683            | 1        |
| 30/3/2002  | Leeds United      | A             | 4–3   | Scholes 9', Solskjær (2) 37', 39', Giggs 54'                             | 40,058            | 2        |
| 6/4/2002   | Leicester City    | A             | 1–0   | Solskjær 61'                                                             | 21,447            | 2        |
| 20/4/2002  | Chelsea           | A             | 3–0   | Scholes 15', Van Nistelrooy 41', Solskjær 86'                            | 41,725            | 2        |
| 27/4/2002  | Ipswich Town      | A             | 1–0   | Van Nistelrooy 45' (pen.)                                                | 28,433            | 2        |
| 8/5/2002   | Arsenal           | H             | 0–1   |                                                                          | 67,580            | 3        |
| 11/5/2002  | Charlton Athletic | H             | 0–0   |                                                                          | 67,571            | 3        |

## FA Cup
| Ngày      | Vòng   | Đối thủ       | Sân nhà/khách | Tỉ số | Cầu thủ ghi bàn                           | Só lượng khán giả |
| --------- | ------ | ------------- | ------------- | ----- | ----------------------------------------- | ----------------- |
| 6/1/2002  | Vòng 3 | Aston Villa   | A             | 3–2   | Solskjær 77', Van Nistelrooy (2) 80', 82' | 38,444            |
| 26/1/2002 | Vòng 4 | Middlesbrough | A             | 0–2   |                                           | 17,624            |

## Cúp liên đoàn
| Ngày      | Vòng   | Đối thủ | Sân nhà/khách | Tỉ số | Cầu thủ ghi bàn | Só lượng khán giả |
| --------- | ------ | ------- | ------------- | ----- | --------------- | ----------------- |
| 5/11/2001 | Vòng 3 | Arsenal | A             | 0–4   |                 | 30,693            |

## UEFA Champions League

### Vòng bảng thứ nhất
| Ngày       | Đối thủ             | Sân nhà/khách | Tỉ số | Cầu thủ ghi bàn                             | Só lượng khán giả | Thứ hạng |
| ---------- | ------------------- | ------------- | ----- | ------------------------------------------- | ----------------- | -------- |
| 18/9/2001  | Lille               | H             | 1–0   | Beckham 90'                                 | 64,827            | 1        |
| 25/9/2001  | Deportivo La Coruña | A             | 1–2   | Scholes 40'                                 | 33,108            | 2        |
| 10/10/2001 | Olympiacos          | A             | 2–0   | Beckham 66', Cole 82'                       | 73,537            | 1        |
| 17/10/2001 | Deportivo La Coruña | H             | 2–3   | Van Nistelrooy (2) 7', 40'                  | 65,585            | 2        |
| 23/10/2001 | Olympiacos          | H             | 3–0   | Solskjær 80', Giggs 88', Van Nistelrooy 90' | 66,769            | 2        |
| 31/10/2001 | Lille               | A             | 1–1   | Solskjær 6'                                 | 37,400            | 2        |

### Vòng bảng thứ hai
| Ngày       | Đối thủ       | Sân nhà/khách | Tỉ số | Cầu thủ ghi bàn                                                              | Số lượng khán giả | Thứ hạng |
| ---------- | ------------- | ------------- | ----- | ---------------------------------------------------------------------------- | ----------------- | -------- |
| 20/11/2001 | Bayern Munich | A             | 1–1   | Van Nistelrooy 74'                                                           | 59,000            | 2        |
| 5/12/2001  | Boavista      | H             | 3–0   | Van Nistelrooy (2) 31', 62', Blanc 55'                                       | 66,274            | 1        |
| 20/2/2002  | Nantes        | A             | 1–1   | Van Nistelrooy 90' (pen.)                                                    | 38,285            | 1        |
| 26/2/2002  | Nantes        | H             | 5–1   | Beckham 18', Solskjær (2) 31', 78', Silvestre 38', Van Nistelrooy 64' (pen.) | 66,492            | 1        |
| 13/3/2002  | Bayern Munich | H             | 0–0   |                                                                              | 66,818            | 1        |
| 19/3/2002  | Boavista      | A             | 3–0   | Blanc 14', Solskjær 29', Beckham 51' (pen.)                                  | 13,223            | 1        |

### Vòng knock out
| Ngày      | Vòng            | Đối thủ             | Sân nhà/khách | Result F–A | Tỉ số                                          | Số lượng khán giả |
| --------- | --------------- | ------------------- | ------------- | ---------- | ---------------------------------------------- | ----------------- |
| 2/4/2002  | Tứ kết lượt đi  | Deportivo La Coruña | A             | 2–0        | Beckham 15', Van Nistelrooy 41'                | 32,351            |
| 10/4/2002 | Tứ kết lượt về  | Deportivo La Coruña | H             | 3–2        | Solskjær (2) 23', 56', Giggs 69'               | 65,875            |
| 24/4/2002 | Bán kết lượt đi | Bayer Leverkusen    | H             | 2–2        | Živković 29' (o.g.), Van Nistelrooy 67' (pen.) | 66,534            |
| 30/4/2002 | Bán kết lượt về | Bayer Leverkusen    | A             | 1–1        | Keane 28'                                      | 22,500            |

## Thống kê đội hình
| Số. | Vị trí. | Tên                  | Ngoại hạng Anh | Ngoại hạng Anh | FA Cup | FA Cup | Cúp liên đoàn | Cúp liên đoàn | Cúp châu Âu | Cúp châu Âu | khác | khác | Tổng cộng | Tổng cộng |
| Số. | Vị trí. | Tên                  | Trận           | Bàn            | Trận   | Bàn    | Trận          | Bàn           | Trận        | Bàn         | Trận | Bàn  | Trận      | Bàn       |
| --- | ------- | -------------------- | -------------- | -------------- | ------ | ------ | ------------- | ------------- | ----------- | ----------- | ---- | ---- | --------- | --------- |
| 1   | TM      | Fabien Barthez       | 32             | 0              | 1      | 0      | 0             | 0             | 15          | 0           | 1    | 0    | 49        | 0         |
| 2   | HV      | Gary Neville         | 31(3)          | 0              | 2      | 0      | 0             | 0             | 14          | 0           | 1    | 0    | 48(3)     | 0         |
| 3   | HV      | Denis Irwin          | 10(2)          | 0              | 0      | 0      | 0             | 0             | 8(2)        | 0           | 1    | 0    | 19(4)     | 0         |
| 4   | TV      | Juan Sebastián Verón | 24(2)          | 5              | 1      | 0      | 0             | 0             | 13          | 0           | 0    | 0    | 38(2)     | 5         |
| 5   | HV      | Ronny Johnsen        | 9(1)           | 1              | 0      | 0      | 0             | 0             | 8(1)        | 0           | 0    | 0    | 17(2)     | 1         |
| 6   | HV      | Laurent Blanc        | 29             | 1              | 2      | 0      | 0             | 0             | 15          | 2           | 0    | 0    | 46        | 3         |
| 6   | HV      | Jaap Stam            | 1              | 0              | 0      | 0      | 0             | 0             | 0           | 0           | 1    | 0    | 2         | 0         |
| 7   | TV      | David Beckham        | 23(5)          | 11             | 1      | 0      | 0             | 0             | 13          | 5           | 1    | 0    | 38(5)     | 16        |
| 8   | TV      | Nicky Butt           | 20(5)          | 1              | 2      | 0      | 0             | 0             | 8(1)        | 0           | 1    | 0    | 31(6)     | 1         |
| 9   | TĐ      | Andy Cole            | 7(4)           | 4              | 0      | 0      | 0             | 0             | 1(3)        | 1           | 0    | 0    | 8(7)      | 5         |
| 10  | TĐ      | Ruud van Nistelrooy  | 29(3)          | 23             | 0(2)   | 2      | 0             | 0             | 14          | 10          | 1    | 1    | 44(5)     | 36        |
| 11  | TV      | Ryan Giggs           | 18(7)          | 7              | 0(1)   | 0      | 0             | 0             | 13          | 2           | 1    | 0    | 32(8)     | 9         |
| 12  | HV      | Phil Neville         | 21(7)          | 2              | 2      | 0      | 1             | 0             | 3(4)        | 0           | 0    | 0    | 27(11)    | 2         |
| 13  | TM      | Roy Carroll          | 6(1)           | 0              | 1      | 0      | 1             | 0             | 1           | 0           | 0    | 0    | 9(1)      | 0         |
| 14  | HV      | David May            | 2              | 0              | 0      | 0      | 0             | 0             | 1           | 0           | 0    | 0    | 3         | 0         |
| 15  | TV      | Luke Chadwick        | 5(3)           | 0              | 1(1)   | 0      | 1             | 0             | 0           | 0           | 0    | 0    | 7(4)      | 0         |
| 16  | TM      | Roy Keane (c)        | 28             | 3              | 2      | 0      | 0             | 0             | 11(1)       | 1           | 1    | 0    | 42(1)     | 4         |
| 17  | TM      | Raimond van der Gouw | 0(1)           | 0              | 0      | 0      | 0(1)          | 0             | 0           | 0           | 0    | 0    | 0(2)      | 0         |
| 18  | TV      | Paul Scholes         | 30(5)          | 8              | 2      | 0      | 0             | 0             | 13          | 1           | 1    | 0    | 46(5)     | 9         |
| 19  | TĐ      | Dwight Yorke         | 4(6)           | 1              | 0(1)   | 0      | 1             | 0             | 1(2)        | 0           | 0(1) | 0    | 6(10)     | 1         |
| 20  | TĐ      | Ole Gunnar Solskjær  | 23(7)          | 17             | 2      | 1      | 0             | 0             | 5(10)       | 7           | 0    | 0    | 30(17)    | 25        |
| 21  | TĐ      | Diego Forlán         | 6(7)           | 0              | 0      | 0      | 0             | 0             | 1(4)        | 0           | 0    | 0    | 7(11)     | 0         |
| 22  | HV      | Ronnie Wallwork      | 0(1)           | 0              | 1      | 0      | 1             | 0             | 0           | 0           | 0    | 0    | 2(1)      | 0         |
| 23  | HV      | Michael Clegg        | 0              | 0              | 0      | 0      | 0(1)          | 0             | 0           | 0           | 0    | 0    | 0(1)      | 0         |
| 24  | HV      | Wes Brown            | 15(2)          | 0              | 0      | 0      | 0             | 0             | 5(2)        | 0           | 0    | 0    | 20(4)     | 0         |
| 25  | HV      | Quinton Fortune      | 8(6)           | 1              | 0      | 0      | 0             | 0             | 3(2)        | 0           | 0    | 0    | 11(8)     | 1         |
| 27  | DF      | Mikaël Silvestre     | 31(4)          | 0              | 2      | 0      | 0             | 0             | 10(3)       | 1           | 1    | 0    | 44(7)     | 1         |
| 28  | HV      | Michael Stewart      | 2(1)           | 0              | 0      | 0      | 1             | 0             | 0(1)        | 0           | 0    | 0    | 3(2)      | 0         |
| 30  | HV      | John O'Shea          | 4(5)           | 0              | 0      | 0      | 1             | 0             | 0(3)        | 0           | 0    | 0    | 5(8)      | 0         |
| 32  | TV      | Bojan Djordjic       | 0              | 0              | 0      | 0      | 1             | 0             | 0           | 0           | 0    | 0    | 1         | 0         |
| 34  | HV      | Lee Roche            | 0              | 0              | 0      | 0      | 1             | 0             | 0           | 0           | 0    | 0    | 1         | 0         |
| 36  | TĐ      | Jimmy Davis          | 0              | 0              | 0      | 0      | 1             | 0             | 0           | 0           | 0    | 0    | 1         | 0         |
| 37  | TĐ      | Danny Webber         | 0              | 0              | 0      | 0      | 1             | 0             | 0           | 0           | 0    | 0    | 1         | 0         |
| 40  | TĐ      | Daniel Nardiello     | 0              | 0              | 0      | 0      | 0(1)          | 0             | 0           | 0           | 0    | 0    | 0(1)      | 0         |
| –   | –       | Phản lưới nhà        | –              | 2              | –      | 0      | –             | 0             | –           | 1           | –    | 0    | –         | 3         |

## Chuyển nhượng

### Mua
| Ngày      | Vị trí | Tên                  | Từ                  | Phí chuyển nhượng |
| --------- | ------ | -------------------- | ------------------- | ----------------- |
| 1/7/2001  | TM     | Roy Carroll          | Wigan Athletic      | Không tiết lộ     |
| 1/7/2001  | TĐ     | Ruud van Nistelrooy  | PSV Eindhoven       | £19m              |
| 12/7/2001 | TV     | Juan Sebastián Verón | Lazio               | £28.1m            |
| 30/8/2001 | HV     | Laurent Blanc        | Internazionale      | £2.5m             |
| 22/1/2002 | TĐ     | Diego Forlán         | Independiente       | £7.5m             |
| 11/5/2002 | TM     | Luke Steele          | Peterborough United | £500k             |

### Bán
| Ngày             | Vị trí | Tên                  | Đến                 | Phí chuyển nhượng   |
| ---------------- | ------ | -------------------- | ------------------- | ------------------- |
| 9 August 2001    | TV     | Jonathan Greening    | Middlesbrough       | £2m                 |
| 9 August 2001    | TV     | Mark Wilson          | Middlesbrough       | £1.5m               |
| 27 August 2001   | HV     | Jaap Stam            | Lazio               | £16.5m              |
| 8 November 2001  | TV     | Jesper Blomqvist     | Everton             | Tự do               |
| 29 December 2001 | TĐ     | Andy Cole            | Blackburn Rovers    | Không tiết lộ       |
| 19 February 2002 | HV     | Michael Clegg        | Oldham Athletic     | Tự do               |
| 17 May 2002      | TM     | Paul Rachubka        | Charlton Athletic   | £200k               |
| 28 June 2002     | TM     | Raimond van der Gouw | West Ham United     | Tự do               |
| 30 June 2002     | TV     | Denis Irwin          | Giải phóng hợp đồng | Giải phóng hợp đồng |
| 30 June 2002     | TV     | Ronny Johnsen        | Giải phóng hợp đồng | Giải phóng hợp đồng |
| 30 June 2002     | TV     | Ronnie Wallwork      | Giải phóng hợp đồng | Giải phóng hợp đồng |

### Mượn
| Từ ngày  | Đến ngày  | Vị trí | Tên         | Từ                  |
| -------- | --------- | ------ | ----------- | ------------------- |
| 4/3/2002 | 30/6/2002 | TM     | Luke Steele | Peterborough United |

### Cho mượn
| Từ ngày    | Đến ngày   | Vị trí | Tên            | Đến                 |
| ---------- | ---------- | ------ | -------------- | ------------------- |
| 23/11/2001 | 22/12/2001 | TĐ     | Danny Webber   | Port Vale           |
| 23/11/2001 | 17/5/2001  | TM     | Paul Rachubka  | Oldham Athletic     |
| 7/2/2001   | 30/6/2001  | TV     | Bojan Djordjic | Sheffield Wednesday |
| 28/12/2001 | 27/4/2001  | TĐ     | Danny Webber   | Watford             |